# Actua-Tilt
Pour plus de détails, voir Fiche technique et Distribution.
Actua-Tilt est un court métrage français réalisé par Jean Herman, sorti en 1960.

## Synopsis
Dialogue entre un homme et une femme, sur un fond sonore reproduisant le bruit des flippers : la perspective d'un monde où les techniques s'imposeront à tous d'une manière impossible à imaginer.

## Fiche technique
- Titre : Actua-Tilt
- Réalisation : Jean Herman
- Scénario : Jean Herman
- Commentaire : Jean Herman et Claude Nahon, dit par Monique Le Porrier et Pierre Léontief
- Photographie : Denys Clerval
- Montage : Suzanne Baron
- Production : Sofracima
- Pays d'origine :  France
- Durée : 11 min
- Date de sortie : 1960

## Appréciation critique
« Recréant un univers « plein de bruit et de fureur », Actua-Tilt évoque la régression dans l'illusion du progrès. Nous voyons comment la brutalité du geste quotidien, symbolisé par les secousses des billards électriques et des appareils à tir, peut, en cette époque de voyages interplanétaires, mener l'homme à la violence et à la destruction.[...] Une œuvre qui a pour essentiels mérites l'audace et l'efficacité. »

— Yvonne Baby, Le Monde, 7 décembre 1960

## Distinctions
- Grand prix au Festival de Tours 1960
- Prix Simone Dubreuilh
- Prix de la presse au Festival d'Oberhausen et au Festival international du documentaire et du court-métrage de Bilbao